# 아키 파르비아이넨
아키 우올레비 파르비아이넨(핀란드어: Aki Uolevi Parviainen, 1974년 10월 26일 ~ )은 핀란드의 육상 선수로 1999년 세계 육상 선수권 대회에서 금메달을 획득했다. 그는 2001년 세계 선수권 대회에서 은메달을 획득했다. 그의 창던지기 최고 기록은 1999년의 93.09m이다. 그는 2000년 올림픽에서 5위를 했다. 2006년 봄에, 파르비아이넨은 부상 때문에 자신의 은퇴를 발표했다.

## 참조
- (영어) 아키 파르비아이넨 - 국제 육상 경기 연맹
- sports-reference